# Eumecosomyia nubila
Eumecosomyia nubila är en tvåvingeart som först beskrevs av Christian Rudolph Wilhelm Wiedemann 1830.  Eumecosomyia nubila ingår i släktet Eumecosomyia och familjen fläckflugor. Inga underarter finns listade i Catalogue of Life.